# Johannes Preis
Johannes Preis (* 11. April 1885 in Frankfurt am Main; † 22. Februar 1960 ebenda) war ein deutscher Metallarbeiter und Mitglied des Provinziallandtages der Provinz Hessen-Nassau.

## Leben
Johannes Preis war ein Sohn des Lokomotivführers Ludwig Preis und dessen Ehefrau Katharina Führer. Nach seiner Schulausbildung erlernte er den Beruf des Spenglers und leistete von 1907 bis 1909 Militärdienst. In Griesheim übte er den erlernten Beruf aus, engagierte sich politisch (1916/1917 Eintritt in die SPD) und wurde Mitglied des Deutschen Metallarbeiter-Verbandes.
Nach dem Krieg betätigte er sich als Hilfspolizeibeamter in Frankfurt und erhielt 1920 ein Mandat für den Nassauischen Kommunallandtag des preußischen Regierungsbezirks Wiesbaden bzw. für den Provinziallandtag der Provinz Hessen-Nassau, wo er Mitglied des Bauausschusses war. In dieser Zeit führte er den Vorsitz in der SPD in Griesheim. Von 1915 bis 1928 war er Beigeordneter und Dezernent für das Wohlfahrtswesen in Griesheim und wurde nach dessen Eingemeindung nach Frankfurt in den Dienst der Stadt übernommen. In diesem Jahr trat er wegen innerparteilicher Differenzen aus der SPD aus und zum 1. Juli 1929 der NSDAP bei (Mitgliedsnummer 140.367), aus der er im darauf folgenden Jahr austreten musste. Ein preußischer Erlass untersagte Kommunalbeamten die Mitgliedschaft in der Partei. Zum 1. Dezember 1931 trat er unter Beibehaltung seiner alten Mitgliedsnummer wieder in die NSDAP ein.
1934 wurde er zum ersten Vorsitzenden der Gemeinnützigen Baugenossenschaft für die Errichtung von Kleinwohnungen gewählt und war dann bis 1945 in der Steuerabteilung der Stadtverwaltung Höchst beschäftigt und dann nach seiner Entlassung bis 1949 als Bauhilfsarbeiter tätig.